# Clusia hilariana
Clusia hilariana är en tvåhjärtbladig växtart. Clusia hilariana ingår i släktet Clusia och familjen Clusiaceae.

## Underarter
Arten delas in i följande underarter:
- C. h. hilariana
- C. h. pilgeriana